# Vadakkummuri
Vadakkummuri es una ciudad censal situada en el distrito de Thrissur en el estado de Kerala (India). Su población es de 9585 habitantes (2011).

## Demografía
Según el censo de 2011 la población de Vadakkummuri era de 9585 habitantes, de los cuales 4280 eran hombres y 5305 eran mujeres. Vadakkummuri tiene una tasa media de alfabetización del 97,08%, superior a la media estatal del 94%: la alfabetización masculina es del 98,03%, y la alfabetización femenina del 96,34%.